# Sutura (chirurgia)

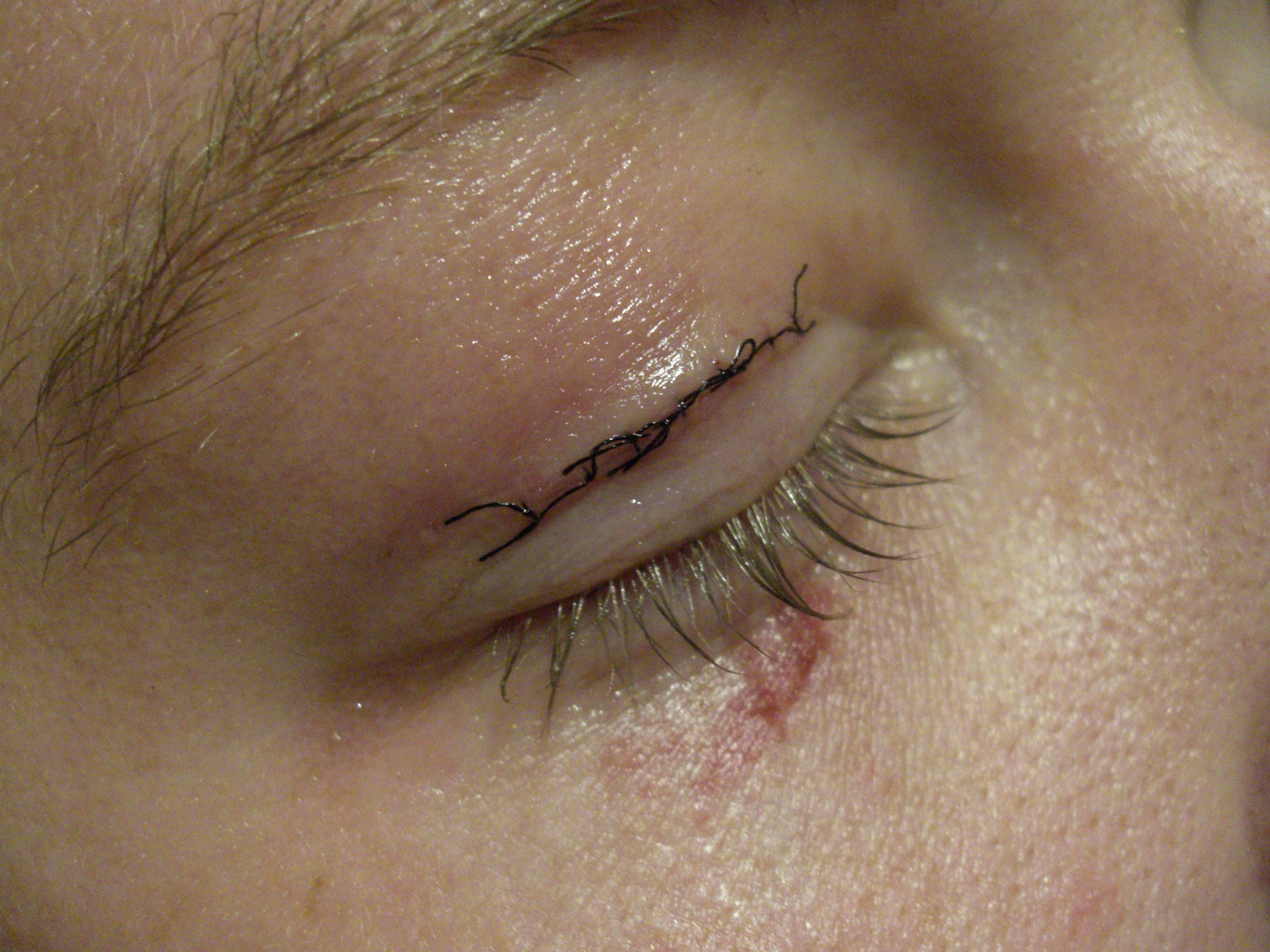
Sutura della palpebra superiore

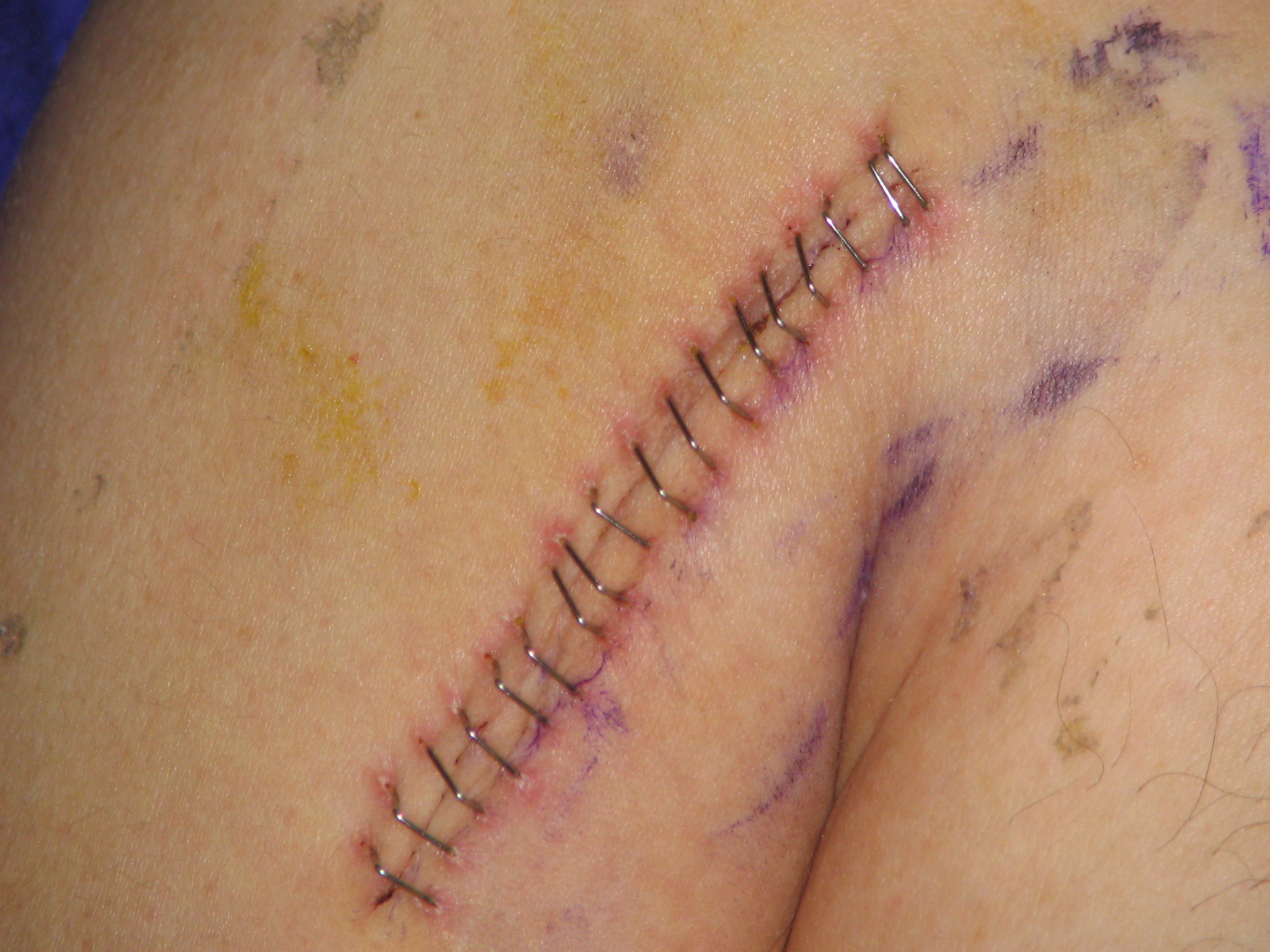
Sutura della cute con clip

Per sutura (dal latino sūtūra, "cucitura") si intende la procedura chirurgica che permette di avvicinare stabilmente i lembi di una ferita favorendone la cicatrizzazione.

## Parte generale
Consiste nella applicazione di uno o più punti con strumenti tradizionali quali gli aghi e i fili da sutura, serrati e fissati con nodi particolari, o con mezzi meccanici quali le più moderne suturatrici automatiche.
Nella chirurgia laparoscopica e robotica vengono per lo più impiegati punti metallici, le clip. Clip e agrafes trovano utilizzo anche nelle suture cutanee per le quali si va sempre più diffondendo l'uso di cerotti particolari, steri strip, particolarmente graditi dai pazienti perché applicabili senza manovre cruente.
Grande interesse hanno suscitato recentemente le colle sintetiche (cianoacrilati) o biologiche (colla di fibrina) sperimentate nelle più diverse situazioni che vanno dalla sutura delle ferite cutanee al trattamento delle lesioni emorragiche di alcuni parenchimi, fegato e milza, al rinforzo e alla protezione di anastomosi tradizionali.
La sutura, manovra decisamente manuale, si identifica con lo stesso atto chirurgico, parola che etimologicamente indica appunto un lavoro eseguito con le mani (dal greco χείρ, χειρός, "mano", e ἔργον, "lavoro") e rappresenta il fondamento della tecnica operatoria, la disciplina che tratta gli interventi descrivendone i momenti, le procedure, le varianti.
Il termine anastomosi, considerato da alcuni un sinonimo di sutura, indica invece una sutura specifica, quella finalizzata all'abboccamento di due visceri cavi (il termine deriva dal greco ἀνὰ e στόμα, imboccatura).

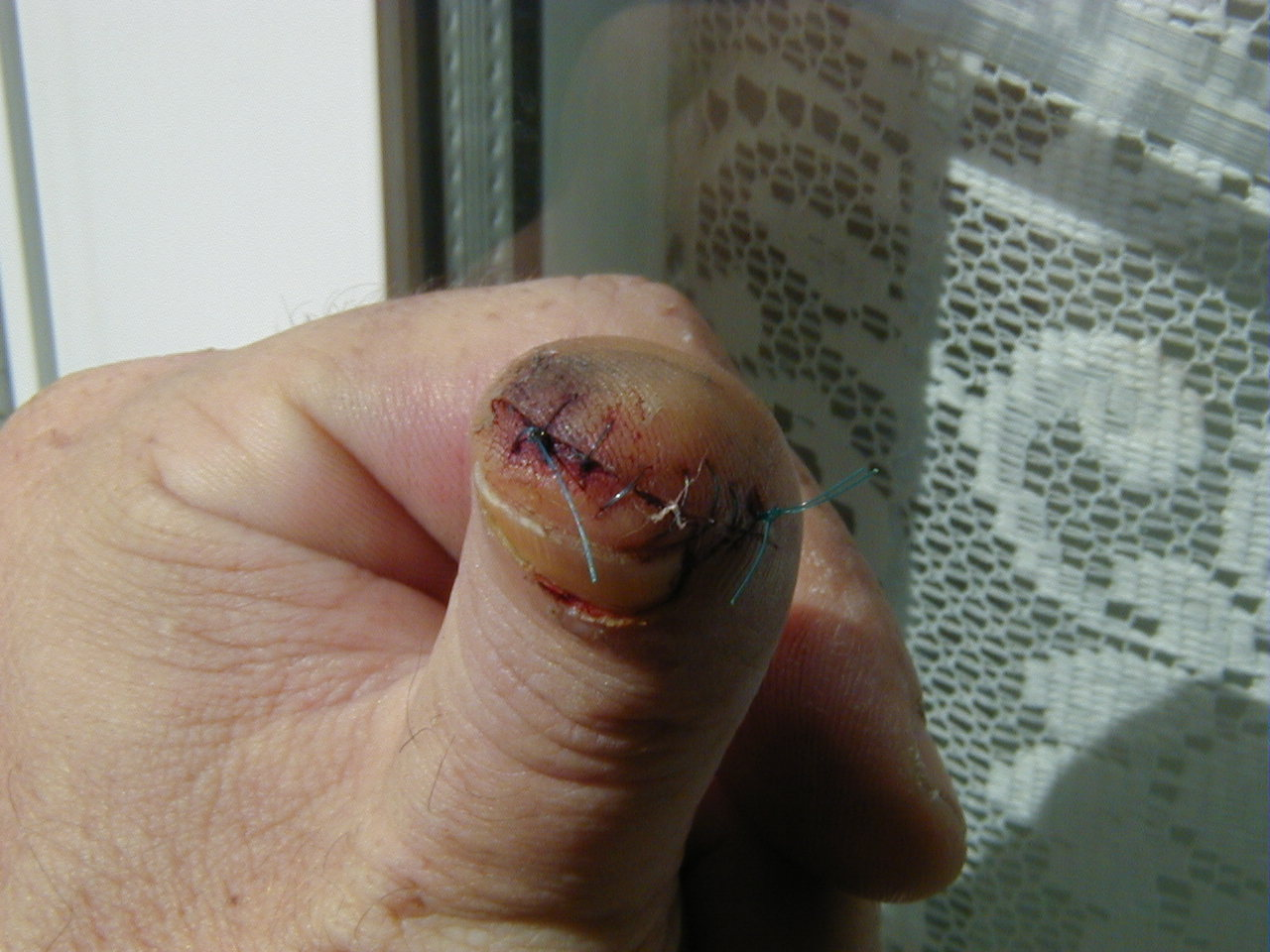
Sutura del pollice

### Scopi di una sutura
Ogni operazione chirurgica prevede una serie di modalità tecniche codificate tra le quali assume particolare rilievo la fase di ricostruzione dei tessuti e delle strutture interrotte. La sutura ne rappresenta l'aspetto peculiare ed è determinante per il buon esito dell'intervento. I suoi scopi principali possono essere così sintetizzati:
- avvicinare i lembi di una ferita favorendone la guarigione per prima intenzione
- controllare le emorragie mediante la sutura diretta, meglio se preventiva, dei vasi maggiori o l'applicazione di punti emostatici su tessuti e parenchimi sanguinanti
- in chirurgia addominale evitare, mediante suture impermeabili anche in più strati, la contaminazione del cavo peritoneale da parte del contenuto settico dei visceri sia durante la loro resezione che in fase di ricostruzione anastomotica
- chiudere prontamente ma in modo sicuro le brecce dovute a perforazione degli organi cavi quando le condizioni locali o generali e altre valutazioni controindichino interventi più lunghi e complessi; un caso tipico è quello della perforazione da ulcera duodenale la cui sutura (il cosiddetto "affondamento") risulta indaginosa e complessa a causa della reazione infiammatoria che rende i tessuti edematosi e friabili, ma necessaria per evitare una ben più impegnativa e mutilante resezione gastrica
- assicurare la chiusura adeguata della parete muscolo-cutanea in modo da isolare il sito chirurgico evitando contaminazioni da parte dei microrganismi patogeni esterni.

### Requisiti
- Caratteristiche e stato della ferita
  - Le ferite da taglio per la loro regolarità e linearità si prestano bene alle suture. Creano problemi invece quelle lacere o contuse caratterizzate da perdite di sostanza più o meno ampie, da aree necrotiche, da ematomi. Queste ferite una volta deterse e regolate nei margini vanno, se possibile, suturate altrimenti si lasceranno aperte, a guarire per seconda intenzione.
  - La condizione che principalmente mette a rischio una sutura è l'infezione.
Presente o potenziale in tutte le lesioni di tipo traumatico, l'infezione è più rara nelle ferite chirurgiche ove comunque può subentrare per cause legate alla patologia di base, un ascesso appendicolare, per complicazioni insorte nel corso dell'intervento, un inquinamento settico, per contaminazione post-operatoria del sito chirurgico.
- Tecnica operatoria e materiale di sutura
La riuscita di una sutura è legata alla correttezza della tecnica e alla scelta dei materiali idonei. Il chirurgo deve curare in particolare che:
  - i lembi preparati conservino una buona vascolarizzazione.
  - i punti affrontino i tessuti perfettamente senza lasciare spazi morti.
  - il foro di entrata e quello di uscita di ogni punto siano simmetrici e comprendano la stessa quantità di tessuto. Quando richiesto (come nel caso della parete addominale) le suture vanno fatte per strati distinti.
  - i punti siano distanziati (a seconda del tipo di tessuto da alcuni mm fino a 1 cm), così da evitare compressioni ischemizzanti.
  - i fili siano annodati con la tensione giusta in modo da impedire cedimenti ma senza creare decubito. Il nodo di fissazione di regola non deve cadere sulla ferita, ma di lato a essa (fig. 1).
  - i lembi siano affrontati con la modalità prevista dalle specifiche suture:
    - in modo diretto, come si fa per i punti sulla cute o sulla fascia.
    - in modo introflesso o estroflesso come si fa nelle suture intestinali o vascolari (fig. 2, 3, 4).
- Condizioni generali
Malattie sistemiche come il diabete o i tumori maligni, gravi deperimenti organici, terapie farmacologiche a base di cortisonici o citostatici, influiscono sul normale processo di cicatrizzazione e quindi indirettamente sulla tenuta delle suture.

### Cause di cedimento di una sutura
Il cedimento di una sutura è un'evenienza possibile e tutt'altro che rara. Prende il nome di deiscenza, termine che indica la riapertura parziale o completa della ferita, e può dipendere da diversi fattori:
- infezione locale
- malattie generali e cause sistemiche
- errori di tecnica chirurgica
- utilizzo di materiale improprio.

Si tratta di una complicazione grave che può risultare fatale in alcuni casi: se determina emorragie imponenti per cedimento di una legatura su un vaso arterioso importante o se è causa di peritoniti diffuse per deiscenza di una sutura anastomotica sull'intestino.
Meno gravi sotto l'aspetto prognostico quoad vitam possono essere considerate le deiscenze delle suture cutanee che comunque determinano rallentamento del processo di guarigione della ferita con esiti cicatriziali a volte deturpanti.
Quando la deiscenza interessa le suture maggiori, come quelle della parete addominale dopo gli interventi laparatomici, le conseguenze variano a seconda della sua entità e dello strato interessato. Se infatti cede uno o più punti dello strato cutaneo i danni saranno minimi, ma se è coinvolto lo strato muscolo-fasciale si possono creare soluzioni di continuità responsabili della formazione, anche a distanza di tempo, di un laparocele.
Tra le cause di deiscenza vengono ipotizzate anche: la rottura dei fili chirurgici, l'apertura dei nodi di fissaggio, la lacerazione del tessuto. Sono evenienze possibili soprattutto a carico delle suture muscolo-cutanee dove la contrazione dei muscoli per sforzi eccessivi o ripetuti, come i colpi di tosse o il singhiozzo o conati di vomito, può determinare stiramenti eccessivi. Si ritiene tuttavia che questo tipo di deiscenza sia possibile solo in presenza di errori di tecnica.

Fig. 1 - Punto chirurgico
Fig. 2 - Margini estroflessi
Fig. 3 - Margini dritti
Fig. 4 - Margini introflessi

### Strumentario
La confezione di una sutura richiede strumenti particolari:
- aghi da sutura e pinze adatte ad afferrarli: porta-aghi
- materiali da sutura
  - fili di origine vegetale (lino, cotone)
  - fili di origine animale (catgut, seta)
  - fili di origine sintetica (poliammide, poliestere, neoprene)
  - fili metallici, clip, agrafes
  - colle biologiche
- mezzi fisici e chimici
- suturatrici meccaniche

## Tecnica delle suture

### Classificazione
Le suture possono essere inquadrate in due gruppi:
- continue
quando lo stesso filo viene passato in tutti i punti, senza essere interrotto. Ciò rende queste suture rapide, ermetiche ed emostatiche (fig. 5). Poiché questa modalità può risultare stenotizzante non andrebbe impiegata nelle anastomosi tra organi cavi. Un difetto di questo tipo di sutura è che il cedimento anche di un solo punto comporta la sua deiscenza completa.
- interrotte o a punti staccati
sono quelle in cui il filo viene tagliato dopo ogni punto (fig. 6). Richiedono tempi di esecuzione più lunghi e costi maggiori, sono meno ermetiche ed emostatiche, ma assicurano una maggiore tenuta e solidità anche perché permettono di dosare la tensione dei singoli punti e dei nodi di fissaggio.
Sono le suture preferite nella ricostruzione dello strato muscolo fasciale e cutaneo dopo le laparotomie o quando si preveda la formazione di raccolte ematiche o purulente nel decorso post-operatorio. In presenza di tali complicazioni questo tipo di sutura permette infatti un adeguato drenaggio spontaneo che, nei casi più gravi, può essere agevolato dalla asportazione di uno o due punti senza necessità di riaprire tutta la ferita.

Rispetto alla modalità del passaggio del punto nel tessuto e alla quantità di stoffa afferrata le suture possono essere:
- a tutto spessore. Come nel caso della chiusura del peritoneo o della fascia muscolare.
- a spessore parziale. Come nel caso delle suture siero-muscolari sulla parete intestinale dove il punto ingloba lo strato esterno sieroso e quello medio muscolare lasciando fuori lo strato interno mucoso.

Relativamente al tipo di affrontamento dei margini le suture possono risultare (fig. 7):
- in opposizione: quando i bordi della ferita vengono affrontati perfettamente. È il caso delle suture cutanee.
- introflettenti: quando i bordi vengono introflessi. È la tecnica usata nelle suture dello strato sieroso dell'intestino.
- estroflettenti, quando i bordi vengono portati verso l'esterno. Come è richiesto dalle suture vascolari.

(Fig. 5) Sutura continua
(Fig. 6) Sutura a 'punti staccati'
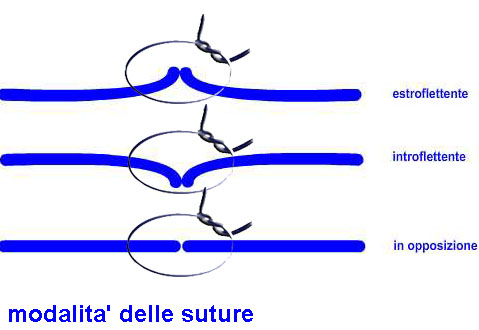
(Fig. 7) - Modalità delle suture
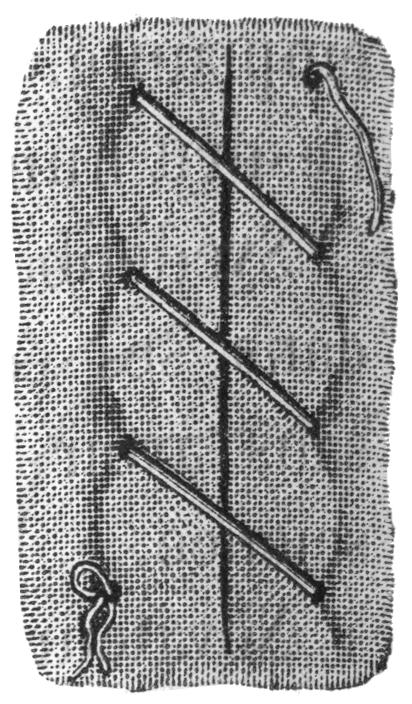
(Fig. 8) Sutura continua a sopraggitto

### Suture continue
Possono essere confezionate con modalità diverse:
- a sopraggitto
Si comincia da un capo della ferità dando il primo punto e serrandolo con un nodo (fig. 8). Il capo lungo del filo non viene tagliato ma utilizzato per dare i punti successivi, equidistanti, fino all'altra estremità della ferita ove viene annodato una seconda volta. Questa tecnica non permette di controllare la tensione dei punti intermedi che tendono ad allentarsi. Per ovviare a questo inconveniente si possono adottare due varianti:
  - a punti incavigliati quando dopo ogni punto il capo lungo del filo viene fatto passare nell'ansa del punto precedente
  - a punti fissati quando, prima che l'ago fuoriesca completamente dal tessuto, il capo libero del filo viene attorcigliato una o due volte attorno alla sua punta.
- con punti a U orizzontale
L'ago, infisso dall'esterno verso l'interno, attraversa uno dei margini della ferita, il margine opposto viene infilato dall'interno verso l'esterno. Senza interrompere il filo ci si sposta lateralmente di circa 1 cm ripetendo la manovra in senso inverso così che l'ago si ritrova sul versante da cui si è partiti. Si procede in questo modo per tutta la lunghezza della ferita. Il primo e l'ultimo punto sono fissati da nodi.
La sutura continua a U orizzontale è molto utilizzata in chirurgia e può essere confezionata sia nel modo:
  - introflettente. In particolare nelle anastomosi intestinali (fig. 9).
  - estroflettente. Nella chiusura del peritoneo o nelle anastomosi vascolari perché evita stenosi da aderenze o speroni interni al lume. Questa sutura è conosciuta anche come sutura da materassaio.
- intradermica
È una sutura continua che utilizza fili e aghi sottilissimi passati direttamente nel derma, così da evitare decubito sulla cute. Viene impiegata particolarmente nella chirurgia estetica (fig. 10).

### Suture interrotte
Anche le suture interrotte possono essere di vari tipi:
- a punti staccati semplici
Nelle varie modalità: a tutto spessore o a spessore parziale; in opposizione, introflettenti, estroflettenti.
  - di Dufourmentel (fig. 11). L'ago, senza attraversare lo strato cutaneo più esterno, viene infisso direttamente nel derma sia da un lato che dall'altro della ferita. È un accorgimento che impedisce sia al filo che al nodo di lasciare segni di decubito sulla cute e pertanto dà ottimi risultati estetici tanto da essere abitualmente utilizzato in chirurgia estetica.
- con punti dati a U o da materassaio
Questo tipo di sutura, tecnicamente simile a quella descritta tra le suture continue, trova il suo impiego nelle ampie perdite di sostanza o in presenza di una elevata forza di trazione sui lembi della ferita con tendenza ad allargarli. I punti possono essere dati a U orizzontale e quindi parallelamente alla ferita o a U verticale e quindi risultare perpendicolari alla ferita (fig. 12, 13, 14).
In genere le suture a U verticali riescono ad accostare i margini anche nelle condizioni più difficili ma inevitabilmente i punti esercitano una pressione notevole sulla cute, inoltre l'allineamento dei lembi non è sempre preciso. A questi inconveniente si può ovviare con:
  - punti incavigliati. In cui piccoli batuffoli di cotone o tubicini, inseriti sotto l'ansa del filo ne evitano il decubito sulla cute (fig. 15).
  - punto di Blair Donati. Si applica facendo seguire all'ago un percorso particolare così che i fori di entrata e uscita siano perfettamente simmetrici e che la quantità di stoffa afferrata nel punto sia uguale su entrambi i lati della ferita (fig. 16).
- punti dati a X.
È un punto doppio in cui i due fori di entrata sono asimmetrici rispetto a quelli di uscita in modo che il filo forma una X orizzontale. Offrono un'ottima tenuta e sono usati per le suture fascio-muscolari.

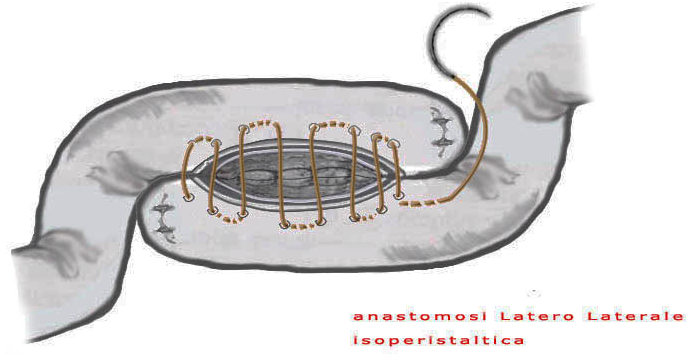
(Fig. 9) Sutura a 'U orizzontale' continua introflettente
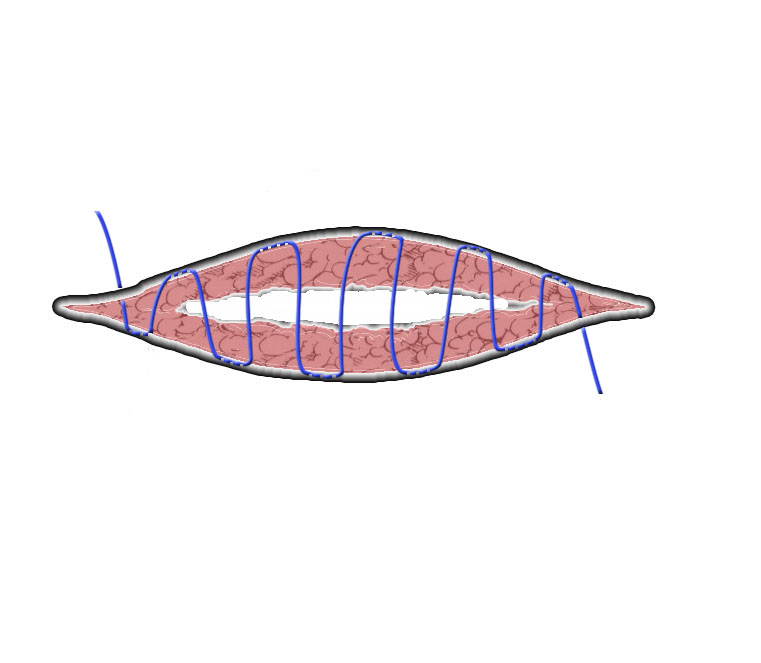
(Fig. 10) Sutura intradermica continua
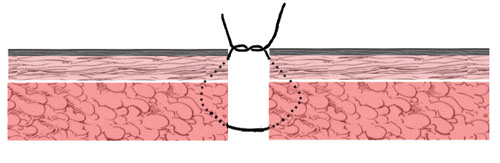
(Fig. 11) Sutura endermica di Dufourmentel a 'punti staccati'
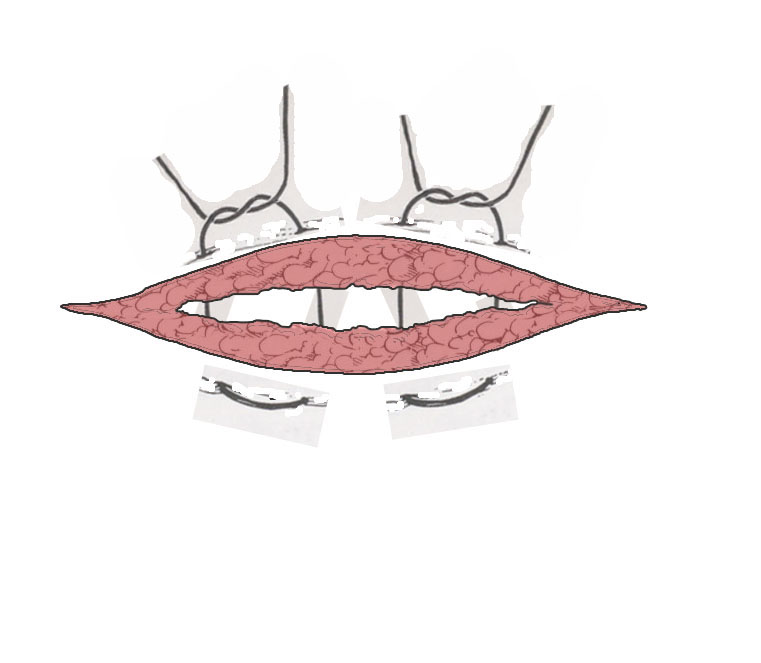
(Fig. 12) Sutura a 'U orizzontale' a 'punti staccati'
(Fig. 13) Sutura a 'U orizzontale' 'da materassaio' orizzontale a 'punti staccati'
(Fig. 14) Sutura 'da materassaio' verticale a 'punti staccati'
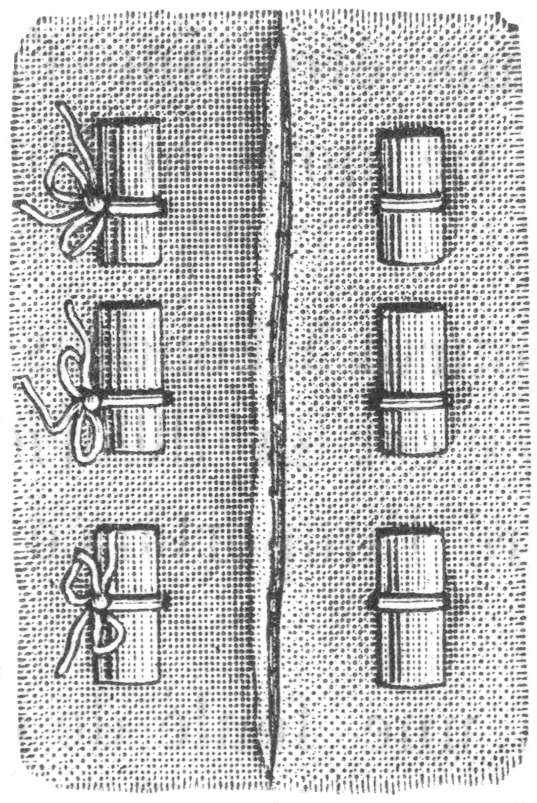
(Fig. 15) Punti incavigliati
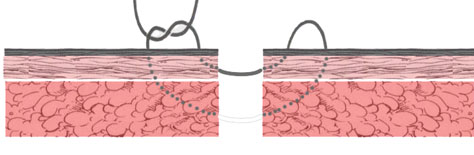
(Fig. 16) Punto di Blair-Donati

### Suture particolari
- di  'Lembert' 
È una sutura a spessore parziale e introflettente in cui il foro di entrata del punto e quello di uscita sono ortogonali rispetto ai margini della ferita. Può essere confezionata in modalità continua o a punti staccati. È molto usata in chirurgica gastro-enterica.
- di  'Cushing'
Analoga alla precedente si distingue solo per il fatto che i fori sono paralleli rispetto ai margini della ferita.
- di  'Connell'
Simile alla sutura di Cushing prevede che il tessuto venga trapassato a tutto spessore.
- a  'borsa di tabacco' 
È una sutura continua molto usata in chirurgia gastro enterica. I punti vengono dati in modo circolare rispetto alla ferita così che serrando il filo l'orifizio viene chiuso come se fosse appunto una borsa da tabacco.
Nella modalità introflettente è impiegata per chiudere i monconi intestinali e quindi per l'affondamento del moncone duodenale dopo resezione gastrica o di quello appendicolare dopo appendicectomia. È comunemente usata anche per serrare la testina e l'incudine delle suturatrici meccaniche circolari all'interno del lume dell'intestino da anastomizzare.
- di  'Parker - Kerr' :
È una sutura continua introflettente utilizzata per la chiusura dei monconi nel caso in cui serva una apposizione siero-sierosa dei tessuti, per esempio dopo una resezione intestinale o la chiusura dell'utero dopo un intervento di parto cesareo.

## Storia
L'antropologia e l'etnoiatria fissano la nascita della medicina, intesa come capacità di riconoscere determinate condizioni come eventi patologici, agli albori della storia dell'umanità.
Immagina l'Homo Sapiens Sapiens che istintivamente, o forse imitando le azioni che aveva osservato negli animali (David Livingstone nelle sue memorie racconta di aver visto un gorilla colpito da una lancia strapparsela via stipando poi la ferita con delle foglie), deterge le proprie ferite leccandole o lavandole nell'acqua di un ruscello o che le ricopre di muschio o di neve. Semplici atti che si dimostrano efficaci nel lenire il dolore, ridurre l'edema, spesso evitare la temibile infezione e che insieme a tanti altri rimedi, scoperti e sperimentati nel corso di migliaia di anni, contribuiscono a formare un patrimonio di conoscenze degne di essere tramandate da padre a figlio, da tribù a tribù.
Con lo scorrere del tempo l'uomo del neolitico o forse dell'età del ferro capì che accostandone i lembi le ferite guariscono meglio e cominciò a utilizzare, a questo scopo, lische di pesce o spine vegetali e poi passò all'impiego dei lunghi peli prelevati dalla coda o dalla criniera degli animali, applicando ai tegumenti le tecniche acquisite per cucire insieme le pelli degli abiti e dei guanti o le stuoie. Questi fili richiesero poi aghi che l'uomo cercò prima tra ciò che gli offriva la natura e che poi si fabbricò, sempre più sottili e maneggevoli e appuntiti, dotandoli di una cruna capace di accogliere fibre diverse come quelle di cotone o di lino.

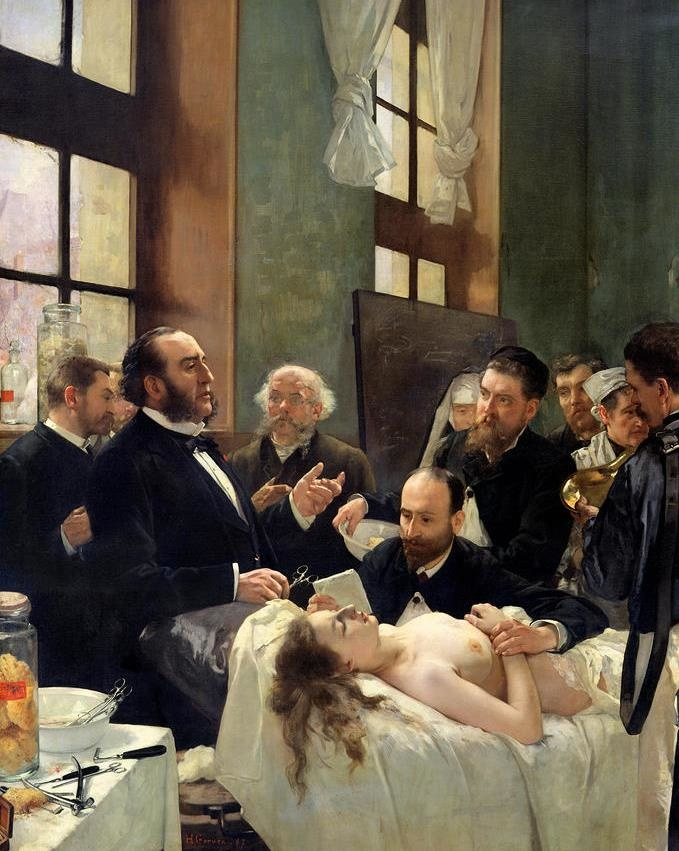
Jules Péan opera a Parigi nel 1887 in abito da passeggio e attorniato da studenti

Così nasce la medicina e con essa la figura di chi è deputato, guaritore o sciamano o stregone che sia, a praticarla tra superstizioni, e magie, tra cure empiriche e interventi manuali. E sarà proprio nella capacità di curare con le mani che si identificherà il chirurgo (gr.: Cheir, mano ed Ergon, lavoro; cheirergon, colui che lavora con le mani).
I chirurghi del mondo classico conoscevano l'arte della sutura che nel corso dell'alto e per tutto il Basso Medioevo fu abbandonata per l'impiego del cauterio, caro sia alla medicina araba che europea. Ma non furono rare le eccezioni perché eminenti maestri di chirurgia ripresero l'usanza della sutura: così Rogerio Frugardi a Salerno, Henri de Mondeville a Parigi o l'arabo Abulcasis. Risale al medioevo e si attribuisce al Maestro Lanfranco da Milano, considerato uno dei fondatori della scuola chirurgica di Parigi, il metodo di annodare il punto di sutura utilizzando le dita di una sola mano. All'antichità appartiene la tecnica di fabbricare corde di vario spessore, ricavandole dalla sotto-mucosa dell'intestino di alcuni animali, da utilizzare negli strumenti musicali o per tendere gli archi. Questo stesso procedimento consentirà di ottenere il catgut, un materiale di sutura che sarà di largo impiego fino ai giorni nostri. Impiego che troverà anche la seta, introdotta da Marco Polo nel ‘300, e che si proporrà come filo di eccellenza per la sua capacità tensile e per la sua duttilità.
Saranno questi fili di origine animale insieme alle minugie, ben incerate per renderle scorrevoli, che il chirurgo utilizzerà tenendole infilate in un'asola della sua giacca, per averle pronte sotto mano.
Tutto ciò fino alla fine del XIX secolo, quando con la scoperta dell'anestesia da parte di Horace Wells e William Green Morton e dell'antisepsi per le straordinarie intuizioni di Semmelweis e di Joseph Lister si aprirà quello che è stato definito il secolo della chirurgia. Finalmente sarà possibile l'accesso chirurgico alle grandi cavità del corpo umano e saranno messe a punto innovative tecniche operatorie. La complessa chirurgia addominale, toracica, e cranica richiederà l'elaborazione di sempre nuove suture da impiegare per le anastomosi e stimolerà la ricerca di materiali più adeguati alle nuove esigenze.
Così sarà il XX secolo a portare la novità dell'ago atraumatico, della sterilizzazione del catgut, dell'impiego del nylon, scoperto nel 1935, e dei fili metallici. Intorno agli anni '70 inizierà la produzione di monofilamenti assorbibili e non assorbibili che finiranno col soppiantare i fili tradizionali come il catgut o il lino, più irritanti e dalla superficie più irregolare.
Con l'avvento di questi fili di ultima generazione e con l'impiego sempre più diffuso delle suturatrici meccaniche sembrava che il capitolo delle suture fosse chiuso perché in effetti questi dispositivi erano in grado di soddisfare ogni esigenza anche delle chirurgie più sofisticate. Poi sono apparse le colle chirurgiche biocompatibili che, sperimentate in diverse situazioni, si sono dimostrate in grado di garantire l'emostasi su parenchimi particolari, quali quello epatico o splenico, ove l'apposizione di punti risulta problematica, di offrire una buona protezione delle suture anastomotiche, di poter sostituire egregiamente le suture cutanee tradizionali con aghi e fili, certamente più invasive e dolorose.